# تدینگهاوزن
تدینگهاوزن (به آلمانی: Thedinghausen) یک شهر در آلمان است که در Thedinghausen واقع شده‌است. تدینگهاوزن ۷٬۵۶۲ نفر جمعیت دارد.